# Campionat del Món d'òmnium femení
El Campionat del món d'Òmnium femení és el campionat del món d'Òmnium i és organitzat anualment per l'UCI, dins els Campionats del Món de Ciclisme en pista.
Es disputa des de 2009 i les ciclistes Tara Whitten i Sarah Hammer són les que ha obtingut més victòries.

## Pòdiums dels Guanyadors
| Proves | Or                      | Plata                      | Bronze                  |
| 2009   | Josephine Tomic (AUS)   | Tara Whitten (CAN)         | Yvonne Hijgenaar (NED)  |
| 2010   | Tara Whitten (CAN)      | Elizabeth Armitstead (GBR) | Leire Olaberría (ESP)   |
| 2011   | Tara Whitten (CAN)      | Sarah Hammer (USA)         | Kirsten Wild (NED)      |
| 2012   | Laura Trott (GBR)       | Annette Edmondson (AUS)    | Sarah Hammer (USA)      |
| 2013   | Sarah Hammer (USA)      | Laura Trott (GBR)          | Annette Edmondson (AUS) |
| 2014   | Sarah Hammer (USA)      | Laura Trott (GBR)          | Annette Edmondson (AUS) |
| 2015   | Annette Edmondson (AUS) | Laura Trott (GBR)          | Kirsten Wild (NED)      |
| 2016   | Laura Trott (GBR)       | Laurie Berthon (FRA)       | Sarah Hammer (USA)      |
| 2017   | Katie Archibald (GBR)   | Kirsten Wild (NED)         | Amy Cure (AUS)          |